# Atlas (Pennsylvanie)
Pour les articles homonymes, voir Atlas.
Atlas est une census-designated place située dans le comté de Northumberland, dans le Commonwealth de Pennsylvanie, aux États-Unis. Sa population s’élevait à 809 habitants lors du recensement de 2010.